# Намтуам
Намтуам (тай. น้ำท่วม; д/н — після 1324) — співволодар держави Ланна у 1322—1324 роках.

## Життєпис
Син правителя Чайсонгхрама. При народженні отримав титул тхао (принц) та пбув призначений намісником на півдні. 1319 року за наказом батька за підтримки тхао Кхамденга, сина Нгам Муанга, правителя Пхаяо, виступив проти брата Кхруа, що захопив Чіангмай. Повалив останнього. На дяку оголошений співволодарем з титул пхай.
1324 року запідозрений у намірі захопити повну влоаду в державі, поваливши Чайсонгхрама. Тому відсторонений від влади і замінений старшим братом Сенпху. Відправлений намісником до Чіангтунга. Подальша доля не відома.